# John George Govan
John George Govan (* 19. Januar 1861 in Govan, Lanark (Schottland); † September 1927 in Perth) war ein schottischer Geschäftsmann, Evangelist und Gründer der The Faith Mission.

## Leben
Die Forderungen der Heiligungsbewegung (wie sie ihm von Freunden, die an der Keswick Convention 1884 teilgenommen hatten) berichtet wurden, beeindruckten ihn. Mit dem Ziel ein ganz auf Gott ausgerichtetes Leben zu führen beschloss er, alles an weltlichem und persönlichem Streben abzulegen. Mehrere Monate nach diesem Entschluss kam er zu einem Punkt, an dem ihm bewusst wurde, dass er sein Leben für immer verändert hatte. Später schrieb er: „Wenn ihr, meine Freunde, in eine Situation vollkommener Hingabe an Gott gelangt, dann, ja dann wird er euch zeigen wann und wie lange ihr auf ihn warten müsst; und er wird zu euch kommen und euch auf eine Weise segnen, die euch vielleicht jetzt noch unbekannt ist.“
Sein normaler Tagesablauf während dieser Zeit setzte sich aus der Morgenwacht von 6 bis 7 Uhr morgens, der Arbeit und den Erweckungstreffen jeden Abend zusammen. „Er lernte die Stimme Gottes kennen“, sagte seine Tochter später.
1886 entschied er sich, die Geschäftswelt vollkommen zu verlassen und sich nur noch der Verbreitung der Evangelien zu widmen. Vor seinem Tod gründete er die Faith Mission, eine protestantisch-christliche Organisation mit Sitz in Rothesay, Schottland. Nach seinem Willen sollten die Mitglieder „ein Leben voll Glauben“ führen.
Er heiratete am 28. September 1894 Annie Martin und hatte vier Kinder: die Söhne Frank und Ellis und die Töchter Isobel (die ein Buch über sein Leben verfasste) und Sheena.